# Kvinnors rättigheter

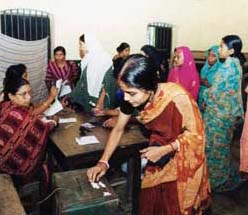
Kvinnor som står i kö för att rösta i Bangladesh.

Kvinnors rättigheter är rättigheter och friheter som begärs för kvinnor och flickor i alla åldrar i många länder. I en del länder är dessa inskrivna i lag, medan de på andra ställen inte existerar. Kvinnors rättigheter är grundade på mänskliga rättigheter och strävan att kvinnor ska nå jämställdhet med män. 
Några ämnen som rör kvinnors rättigheter:
- personlig autonomi och födelsekontroll
- att rösta
- att arbeta
- lika lön
- att äga egendom
- utbildning
- äktenskapligt val
- att köra en bil

## 2011 undersökningsrapport

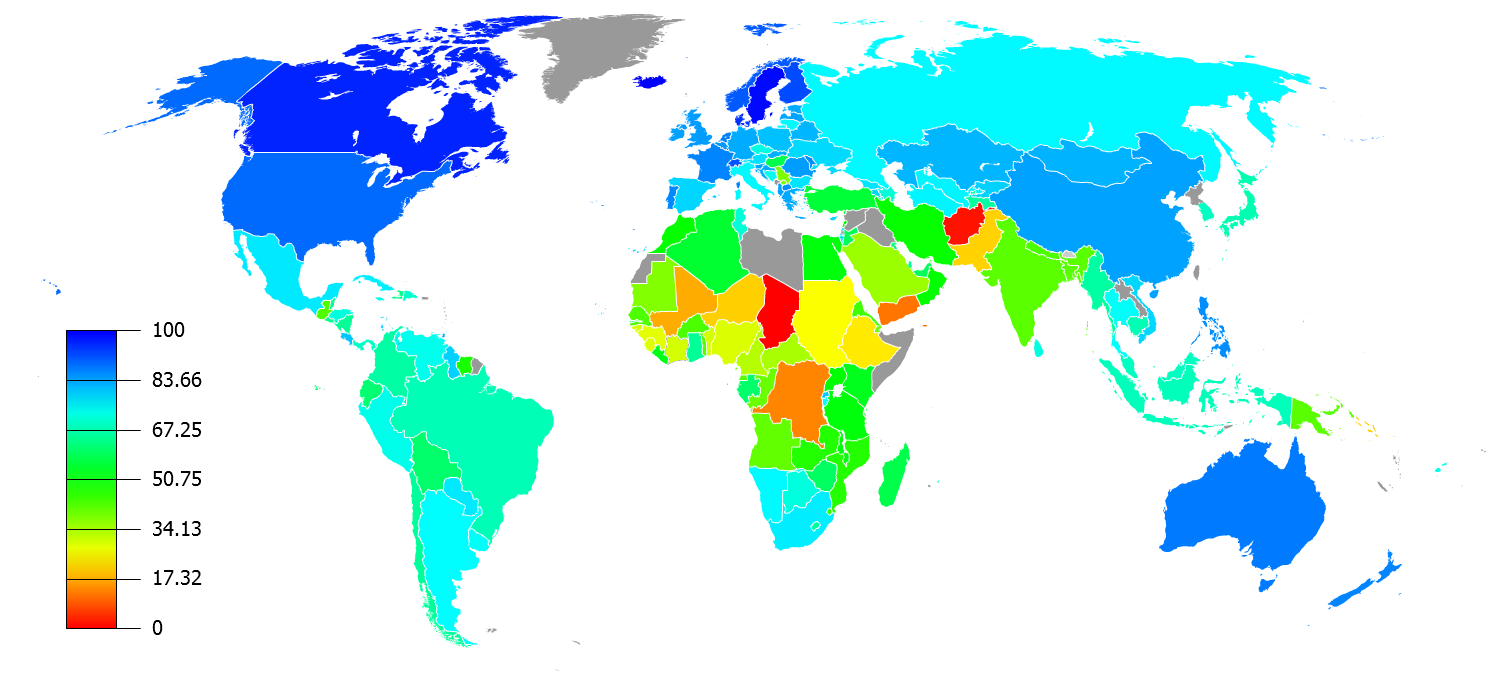
Kvinnornas ställning i varje land enligt uppgifter samlade av Lauren Streib

I det amerikanska magasinet Newsweek för den 26 september 2011 publicerades en undersökning om kvinnors rättigheter i olika länder under titeln The Best and Worst Places for Women. 
Aspekterna som betraktades var laglig rättvisa, hälsa och hälsovård, utbildning, ekonomiska förutsättningar och politisk makt. Rankningen av länderna fastställdes av Lauren Streib enligt enhetliga kriterier och tillgänglig statistik. Enligt undersökningen var de bästa och värsta länderna för kvinnor: 
| Rankning | Land          | Totalt | Rättvisa | Hälsa | Utbildning | Ekonomi | Politik |
| -------- | ------------- | ------ | -------- | ----- | ---------- | ------- | ------- |
| 1        | Island        | 100,0  | 100,0    | 90,5  | 96,7       | 88,0    | 92,8    |
| 2        | Sverige       | 99,2   | 90,8     | 94,8  | 95,5       | 90,3    | 93,1    |
| 3        | Kanada        | 96,6   | 100,0    | 92,7  | 92,0       | 91,0    | 66,9    |
| 4        | Danmark       | 95,3   | 86,1     | 94,9  | 97,6       | 88,5    | 78,4    |
| 5        | Finland       | 92,8   | 80,2     | 91,4  | 91,3       | 86,8    | 100,0   |
| 6        | Schweiz       | 91,9   | 87,9     | 94,4  | 97,3       | 82,6    | 74,6    |
| 7        | Norge         | 91,3   | 79,3     | 100,0 | 74,0       | 93,5    | 93,9    |
| 8        | USA           | 89,8   | 82,9     | 92,8  | 97,3       | 83,9    | 68,6    |
| 9        | Australien    | 88,2   | 80,7     | 93,3  | 93,9       | 85,3    | 65,1    |
| 10       | Nederländerna | 87,7   | 74,0     | 95,0  | 99,0       | 83,0    | 68,4    |

| Rankning | Land                          | Totalt | Rättvisa | Hälsa | Utbildning | Ekonomi | Politik |
| -------- | ----------------------------- | ------ | -------- | ----- | ---------- | ------- | ------- |
| 165      | Tchad                         | 0,0    | 20,7     | 0,0   | 0,0        | 70,9    | 22,2    |
| 164      | Afghanistan                   | 2,0    | 8,4      | 2,0   | 41,1       | 55,3    | 16,6    |
| 163      | Jemen                         | 12,1   | 36,2     | 44,4  | 34,1       | 48,8    | 0,0     |
| 162      | Demokratiska republiken Kongo | 13,6   | 6,5      | 11,4  | 45,1       | 67,8    | 27,2    |
| 160      | Mali                          | 17,6   | 22,7     | 29,9  | 25,8       | 64,3    | 49,8    |
| 160      | Salomonöarna                  | 20,8   | 0,0      | 53,6  | 86,5       | 46,0    | 1,9     |
| 159      | Niger                         | 21,2   | 26,5     | 32,9  | 47,5       | 58,6    | 31,3    |
| 158      | Pakistan                      | 21,4   | 49,7     | 49,6  | 34,0       | 50,7    | 19,3    |
| 157      | Etiopien                      | 23,7   | 18,6     | 27,2  | 29,9       | 79,7    | 37,4    |
| 156      | Sudan                         | 26,1   | 21,1     | 29,4  | 70,6       | 54,5    | 40,8    |